# Sochařský ateliér Hany Wichterlové
Sochařský ateliér Hany Wichterlové se nachází v Praze 1 na Malé Straně v zahradě domu číslo 23, pod východním svahem Petřína poblíž lanové dráhy. Je ve správě Galerie hlavního města Prahy.

## Historie
Objekt byl původně postaven jako fotografický ateliér. V polovině 30. let 20. století jej objevila sochařka Hana Wichterlová (1903–1990), která zde žila, tvořila, cvičila jógu a v srpnu 1990 zemřela. V zahradě kolem ateliéru vystavovala sochy nejen ona, ale také její manžel sochař Bedřich Stefan. Wichterlová a zahrada ateliéru jsou zachyceny na fotografiích Josefa Sudka v cyklu „Zahrádka paní sochařky“.
Roku 2017 mělo vedení Prahy 1 záměr ateliér prodat. Po nesouhlasných reakcích převzal objekt roku 2019 Magistrát hlavního města Prahy a Galerie hlavního města Prahy se zavázala stavbu zrekonstruovat a vyřešit problematický přístup k domku.